# 2012 QZ16
2012 QZ16 – odkryta w 2012 planetoida z grupy Apolla należąca do obiektów bliskich Ziemi, jej średnica szacowana na podstawie jej albeda wynosi pomiędzy 20 a 46 m.
30 sierpnia 2012 planetoida przeleciała w bezpośredniej bliskości Ziemi w odległości około 7 razy większej niż odległość Ziemi od Księżyca, poruszając się z prędkością 13,2 km/s w stosunku do Ziemi.